# Талмачи, Габор
Габор Талмачи (венг. Talmácsi Gábor, род. 28 мая 1981, Будапешт, Венгрия) — профессиональный венгерский мотогонщик, чемпион мира 2007 года в классе 125cc в шоссейно-кольцевых гонках MotoGP. Его младший брат, Гергё Талмачи, также выступает в мотогонках.

## Карьера
Талмачи впервые принял участие в MotoGP в 2000 году, а в 2001 провёл свой первый полный сезон в классе 125 кубиков. Свой первый подиум венгр завоевал на Гран-при Китая 2005 года, а первую победу одержал в этом же году в Италии. В итоге он окончил довольно успешный для себя сезон 2005 года на третьем месте в личном зачёте, набрав 198 очков. Сезон 2006 стал для Талмачи менее удачным: он всего один раз поднялся на подиум и в итоге окончил сезон на седьмом месте. В 2007 году в команде Aprilia венгр, одержав три победы и регулярно финишируя в призовой тройке, наконец стал чемпионом мира в классе 125cc, набрав 282 очка. В 2008 году он продолжил выступать в этом классе, а в сезоне 2009 перешёл в класс 250cc.